# Lincoln Díaz-Balart
Lincoln Rafael Díaz-Balart, född 13 augusti 1954 i Havanna, Kuba, död 3 mars 2025 i Key Biscayne, Florida, var en kubansk-amerikansk politiker, först representerande demokraterna och efter 1985 republikanerna. Han representerade delstaten Floridas 21:a distrikt i USA:s representanthus 1993–2011. Han var bror till kongressledamot Mario Díaz-Balart.
Lincoln Díaz-Balart gick i skola i American School of Madrid i Spanien. Han avlade 1976 kandidatexamen vid New College of Florida och 1979 juristexamen vid Case Western Reserve University.
Díaz-Balart var ursprungligen demokrat men bytte 1985 parti till republikanerna. Han besegrade Javier Souto i republikanernas primärval inför kongressvalet 1992. Han blev sedan automatiskt invald i representanthuset, eftersom inget annat parti ställde upp en motkandidat.